# Стрымба (река)
Стры́мба (укр. Стри́мба) — река в Ивано-Франковской области Украины. Левый приток Вороны (бассейн Днестра). Длина Стрымбы 44 км, площадь бассейна 130 км². Течёт в пределах Надворнянского и Ивано-Франковкого районов.
Образуется слиянием потоков Большой Стрымбы и Малой Стрымбы между г. Надворная и селом Стримба. Истоки потоков расположены на юго-восточных отрогах Горнанов, в междуречье Прута и Быстрицы-Надворнянской. Стрымба течет по территории Станиславской котловины преимущественно на северо-восток, впадает в Ворону на юго-востоке от г. Тысменица в селе Пшеничники.
Речная долина асимметричная, с высокими правыми и пологими левыми склонами. Русло умеренно извилистое, есть перекаты. Уклон реки 4 м/км. Наибольший приток: Унява (левый).
Стрымба протекает через г. Надворная, а также через немало сёл, поэтому её экологическое состояние неудовлетворительное.